# Éléonore-Erdmuthe de Saxe-Eisenach
La princesse Éléonore-Erdmuthe-Louise de Saxe-Eisenach (13 avril 1662 – 9 septembre 1696), est une princesse allemande membre de la Maison de Wettin et au travers de ses deux mariages est margravine de Brandebourg-Ansbach (de 1681 à 1686) et électrice de Saxe (de 1692 à 1694).

## Biographie
Éléonore-Erdmuthe-Louise est l'aînée des cinq enfants de Jean-Georges Ier de Saxe-Eisenach et de Jeannette de Sayn-Wittgenstein (1632-1701).
À Eisenach le 4 novembre 1681, Éléonore épouse d'abord Jean-Frédéric de Brandebourg-Ansbach comme sa seconde épouse. Ils ont trois enfants :
- Wilhelmine-Charlotte Caroline de Brandebourg-Ansbach (1er mars 1683 – 20 novembre 1737), épouse Georges II de Grande-Bretagne[2],[3].
- Frédéric-Auguste de Brandebourg-Ansbach (3 janvier 1685 – 30 janvier 1685), meurt en bas âge.
- Guillaume-Frédéric de Brandebourg-Ansbach (8 janvier 1686 – 7 janvier 1723) épouse Christiane-Charlotte de Wurtemberg-Winnental, fille de Frédéric-Charles de Wurtemberg-Winnental.

Après la mort de son mari (22 mars 1686), le gouvernement de Brandebourg-Ansbach est transmis à son beau-fils Christian-Albert de Brandebourg-Ansbach (fils aîné survivant de son mari, de son premier mariage), qui est mineur et il y a donc eu une régence. Parce que sa relation avec l'enfant de son conjoint est mauvaise depuis le début, Éléonore et ses enfants sont partis à Crailsheim, où ils vivent dans la pauvreté ; peu de temps après, elle retourne seule à Eisenach, tandis que ses enfants sont envoyés à Berlin, où ils deviennent des compagnons de jeu de Frédéric-Guillaume Ier de Prusse. En novembre 1691 Éléonore arrive également à Berlin pour participer activement aux négociations de son second mariage.
À Leipzig, le 17 avril 1692, Éléonore épouse en secondes noces Jean-Georges IV de Saxe, et déménage avec ses enfants, à Dresde, où la cour de Saxe est établie. Le mariage est conclu à l'insistance de Frédéric Ier de Prusse (qui voulait s'assurer d'une alliance avec la Saxe) et l'électrice douairière Anne-Sophie de Danemark, soi-disant pour produire des héritiers légitimes de l'Électorat de Saxe, mais en réalité pour mettre fin à la liaison entre son fils et sa maîtresse, Madeleine Sibylle « Billa » de Neidschutz.
L'union s'avère être un échec ; Jean Georges IV vit ouvertement avec Billa, et elle devient la première maîtresse officielle (Favoritin) de l'Électeur de Saxe ; alors qu’Éléonore est reléguée à la Hofe (la résidence officielle de l'Électeur). En outre, l'électrice subit deux fausses couches au cours de leur mariage, en août 1692 et février 1693 et un fantôme de grossesse en décembre 1693. En mars 1693 des rumeurs commencent à la cour de Saxe qu’Éléonore n'est pas l'épouse légitime de Jean Georges IV, parce qu'à l'époque de leur mariage, il est déjà marié avec Billa. Certains auraient trouvé un document confirmant la conclusion d'un contrat de mariage entre le prince Électeur de Saxe et de sa maîtresse, mais Jean Georges IV (probablement craignant la colère de la maison des Hohenzollern) dit qu'il n'a pas considéré le contrat comme un mariage officiel, et qu'il a été fait uniquement dans le but de légitimer sa progéniture avec Billa. Cependant, tout au long de son mariage, Jean George IV voulait désespérément légitimer sa relation avec sa maîtresse et a essayé de se débarrasser de sa femme et de ses enfants ; craignant pour elle et ses enfants, Éléonore quitte le Hofe et s'installe à Pretzsch.
Pendant ce temps, Éléonore s'est confiée au diplomate anglais George Stepney, qui a beaucoup écrit à propos d'elle et de la cour de Saxe. Jean Georges IV meurt le 27 avril 1694 de la variole après avoir été affecté par la mort de Billa. Le nouvel Électeur Auguste II permet à l'électrice douairière et ses enfants de rester à Pretzsch, où ils vivent jusqu'à la mort d'Éléonore deux ans plus tard, le 9 septembre 1696. Elle est enterrée à la Cathédrale de Freiberg.
Après sa mort, les enfants d'Éléonore sont envoyés à Ansbach, à la cour de Georges-Frédéric II de Brandebourg-Ansbach, qui est margrave de Brandebourg-Ansbach, après la mort de Christian Albert en 1692. Georges Frédéric II, comme son prédécesseur, est mineur et gouverné par une régence, qui a peu d'intérêt dans l'éducation des enfants. Guillaume-Frédéric séjourne à Ansbach et en 1703, après la mort de son frère hérite du Margraviat ; Caroline est allée à Berlin au Château de Charlottenbourg sous la protection de Frédéric III, Électeur de Brandebourg, et son épouse, Sophie-Charlotte de Hanovre, qui est une amie d'Éléonore.

## Sources
- Arkell, Ruby Lillian Percival. Caroline d'Ansbach. Oxford University Press, 1939. 338 p. google.books.com
- Beatty, Michael A. La Famille Royale anglaise de l'Amérique, de Jamestown à la Révolution Américaine. McFarland, 2003, p. 133-138. 261 p.  (ISBN 0786415584),  (ISBN 9780786415588). google.books.com
- Böttcher, Hans-Joachim. Johann Georg IV. von Sachsen und Magdalena Sibylle von Neitschütz - Eine tödliche de Liaison. Dresde 2014.  (ISBN 978-3-941757-43-1).
- Hichens, Marque. Les épouses des Rois d'Angleterre: De Hanovre à Windsor. Peter Owen, 2006. 182 p.  (ISBN 0720612713),  (ISBN 9780720612714). google.books.com
- Sharp, Tony. Le plaisir et l'Ambition: La Vie, les Amours et les Guerres d'Auguste le Fort, 1670-1707. Londres: I. B. Tauris, 2001.  (ISBN 0857715712),  (ISBN 9780857715715) google.books.com
- Van der Kiste, John. George II et de la Reine Caroline. Stroud, Gloucestershire: L'Histoire De La Presse, 2013. 240 p.  (ISBN 0750954485),  (ISBN 9780750954488). google.books.com
- Weir, Alison. La Grande-Bretagne, les Familles Royales: l'ensemble de La Généalogie. Random House, 2011, p. 277-278. 400 p.  (ISBN 1446449114),  (ISBN 9781446449110). google.books.com